# Tiro ai Giochi della VIII Olimpiade - Tiro al piattello individuale
La competizione della Tiro al piattello individuale  di tiro a segno ai Giochi della VIII Olimpiade si tenne dall'8 al 10 luglio 1924 allo Stand de tir de Versailles a Versailles.

## Risultati
I risultati degli spareggi sono sconosciuti.
| Pos.    | Atleta                      | Nazione        | Punti |
| ------- | --------------------------- | -------------- | ----- |
| Oro     | Gyula Halasy                | Ungheria       | 98    |
| Argento | Konrad Huber                | Finlandia      | 98    |
| Bronzo  | Frank Hughes                | Stati Uniti    | 97    |
| 4       | Robert Montgomery           | Canada         | 97    |
| 5       | Louis D'Heur                | Belgio         | 96    |
| 6       | Samuel Vance                | Canada         | 96    |
| 6       | George Beattie              | Canada         | 96    |
| 6       | Samuel Sharman              | Stati Uniti    | 96    |
| 9       | Heinrich Bartosch           | Austria        | 95    |
| 9       | Louis Deloy                 | Francia        | 95    |
| 11      | Werner Ekman                | Finlandia      | 94    |
| 11      | Ole Lilloe-Olsen            | Norvegia       | 94    |
| 11      | Enoch Jenkins               | Gran Bretagna  | 94    |
| 14      | Hans Schödl                 | Austria        | 93    |
| 14      | Fredric Landelius           | Svezia         | 93    |
| 16      | Axel Ekblom                 | Svezia         | 92    |
| 16      | Oluf Wesmann-Kjær           | Norvegia       | 92    |
| 18      | Wilford Fawcett             | Stati Uniti    | 91    |
| 19      | Eivind Holmsen              | Norvegia       | 90    |
| 19      | Martin Stenersen            | Norvegia       | 90    |
| 19      | Gusztáv Szomjas             | Ungheria       | 90    |
| 19      | László Szomjas              | Ungheria       | 90    |
| 19      | Giacomo Serra               | Italia         | 90    |
| 24      | Frederick Etchen            | Stati Uniti    | 89    |
| 24      | Georg Nordblad              | Finlandia      | 89    |
| 24      | John O'Leary                | Gran Bretagna  | 89    |
| 24      | Erik Lundquist              | Svezia         | 89    |
| 24      | Erich Zoigner               | Austria        | 89    |
| 29      | August Baumgartner          | Austria        | 88    |
| 29      | Magnus Hallman              | Svezia         | 88    |
| -       | Albert Bosquet              | Belgio         | DNF   |
| -       | Émile Dupont                | Belgio         | DNF   |
| -       | Louis Van Tilt              | Belgio         | DNF   |
| -       | Hans Oluf Jacobsen          | Danimarca      | DNF   |
| -       | José María de Palleja       | Spagna         | DNF   |
| -       | Toivo Tikkanen              | Finlandia      | DNF   |
| -       | Jacques, Marquis d'Imecourt | Francia        | DNF   |
| -       | Cyril Mackworth-Praed       | Gran Bretagna  | DNF   |
| -       | Sándor von Lumniczer        | Ungheria       | DNF   |
| -       | Nicola Rebisso              | Italia         | DNF   |
| -       | Giacomo Rossi               | Italia         | DNF   |
| -       | Kurt Riedl                  | Cecoslovacchia | DNF   |
| -       | František Schuster          | Cecoslovacchia | DNF   |
| -       | Antonín Siegl               | Cecoslovacchia | DNF   |